# 2020 à Terre-Neuve-et-Labrador
Chronologie de Terre-Neuve-et-Labrador
- 2016
- 2017
- 2018
- 2019
- 2020
- 2021
- 2022
- 2023
- 2024

Cette page concerne des événements d'actualité qui se sont produits durant l'année 2020 dans la province canadienne de Terre-Neuve-et-Labrador.

## Politique
- Premier ministre : Andrew Furey
- Chef de l'Opposition (en) :
- Lieutenant-gouverneur : Judy Foote
- Législature (en) :

## Événements
- 19 août : Andrew Furey devient premier ministre de la province.